# Sarpol-e-Zahab (Verwaltungsbezirk)
Sarpol-e-Zahab (persisch شهرستان سرپل ذهاب) ist ein Schahrestan in der Provinz Kermānschāh im Iran. Er enthält die Stadt Sarpol-e Sahab, welche die Hauptstadt des Verwaltungsbezirks ist.

## Demografie
Bei der Volkszählung 2016 betrug die Einwohnerzahl des Schahrestan 85.342. Die Alphabetisierung lag bei 79 Prozent der Bevölkerung. Knapp 53 Prozent der Bevölkerung lebten in urbanen Regionen.
| Zensusjahr | Einwohnerzahl |
| ---------- | ------------- |
| 2011       | 85.616        |
| 2016       | 85.342        |